# Lista de crateras em Marte: H-N

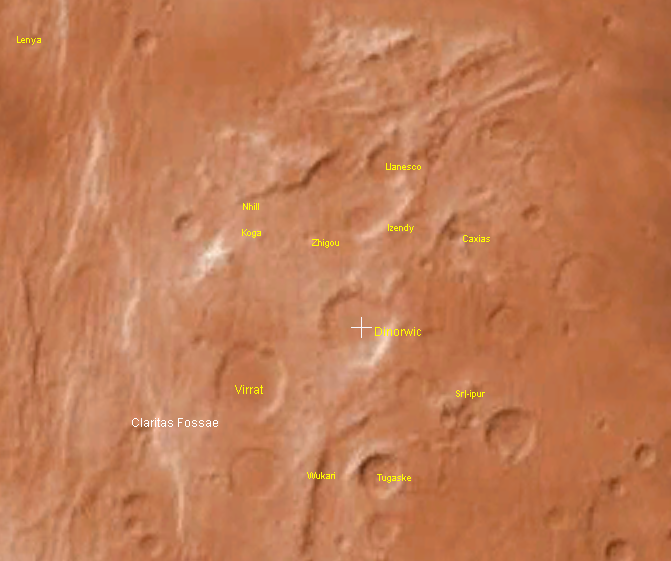
A cratera Nhill e suas redondezas numa fotografia utilizada pelo NASA World Wind, um programa da NASA

Há centenas de milhares de crateras em Marte maiores que 1 km, mas apenas cerca de 1000 possuem nomes. Os nomes são designados pela União Astronômica Internacional após a petição de cientistas relevantes, e as crateras só podem receber o nome de pessoas já falecidas. Em geral, apenas crateras que são de interesse significativo para fins de pesquisa recebem um nome. Segue abaixo uma lista de crateras marcianas nomeadas. Crateras marcianas recebem seus nomes em referência a cientistas famosos ou autores de ficção científica, ou, se menores que 60 km em diâmetro, em referência a cidades na Terra. Latitude e longitude são dadas como coordenadas planetográficas com longitude oeste. Como, mesmo assim existem muitas crateras marcianas nomeadas, para a lista não ficar muito grande, aqui está a segunda lista de crateras marcianas de "H-N" (Ver também: A-G e O-Z).

## H
| Cratera     | Coordenadas         | Diâmetro (km) | Data de aprovação      | Nomeado após                                               |
| ----------- | ------------------- | ------------- | ---------------------- | ---------------------------------------------------------- |
| Hadley      | 19,5° S, 156,9° L   | 119.0         | 1973                   | George Hadley                                              |
| Haldane     | 53,1° S, 129,1° L   | 78.7          | 1973                   | J. B. S. Haldane                                           |
| Hale        | 36,1° S, 323,5° L   | 149.0         | 1973                   | George Ellery Hale                                         |
| Halley      | 48,7° S, 300,7° L   | 84.5          | 1973                   | Edmond Halley                                              |
| Ham         | 45° S, 327,4° L     | 1.8           | 1976                   | Nome de uma localidade da França                           |
| Hammaguir   | 49° N, 132,4° L     | 0.5           | 1979                   | Hammaguir, Argélia                                         |
| Hamelin     | 20,5° N, 327,2° L   | 9.6           | 1976                   | Hamelin, Alemanha                                          |
| Handlová    | 38° N, 271,3° L     | 4.6           | 1991                   | Nome de uma localidade da Eslováquia                       |
| Harad       | 27,7° S, 331,9° L   | 8.0           | 1976                   | Nome de uma localidade da Arábia Saudita                   |
| Hargraves   | 20,76° N, 75,64° L  | 68.0          | 2006                   | Robert B. Hargraves                                        |
| Harris      | 21,88° S, 66,73° L  | 83            | 2010                   | Daniel Lester Harris                                       |
| Hartwig     | 39° S, 344° L       | 105.0         | 1973                   | Ernst Hartwig                                              |
| Hashir      | 3,21° N, 84,96° L   | 16.5          | 14 de setembro de 2006 | Nome de uma localidade da Turquia                          |
| Heaviside   | 70,7° S, 264,7° L   | 87.4          | 1973                   | Oliver Heaviside                                           |
| Heimdall    | 68,52° N, 235,27° L | 11.5          | 2008                   | Heimdall, um deus norueguês                                |
| Heinlein    | 64,8° S, 116,2° L   | 88.0          | 1994                   | Robert A. Heinlein                                         |
| Helmholtz   | 45,8° S, 338,7° L   | 111.5         | 1973                   | Hermann von Helmholtz                                      |
| Henbury     | 63,76° S, 212,13° L | 27.0          | 16 de abril de 2007    | Reserva de Conservação de Meteoritos Henbury, na Austrália |
| Henry       | 10,9° N, 23,3° L    | 171.0         | 1973                   | Paul Henry and Prosper Henry                               |
| Henry Moore | 59,73° S, 53,76° L  | 66.1          | 14 de dezembro de 2006 | Henry J. Moore                                             |
| Herculaneum | 19,5° N, 301,3° L   | 35.4          | 1988                   | Nome de uma localidade da Itália                           |
| Herschel    | 14,9° S, 129,7° L   | 304.5         | 1973                   | William Herschel                                           |
| Hipparchus  | 44,8° S, 208,6° L   | 93.0          | 1973                   | Hiparco                                                    |
| Hit         | 47,4° N, 138,3° L   | 7.3           | 1979                   | Nome de uma localidade do Iraque                           |
| Holden      | 26,4° S, 326° L     | 153.8         | 1973                   | Edward S. Holden                                           |
| Holmes      | 75° S, 66,8° L      | 122.0         | 1973                   | Arthur Holmes                                              |
| Honda       | 22,6° S, 343,6° L   | 9.1           | 1976                   | Nome de uma localidade da Colômbia                         |
| Hooke       | 45,2° S, 315,6° L   | 139.0         | 1973                   | Robert Hooke                                               |
| Hope        | 45,2° N, 349,7° L   | 7.3           | 1976                   | Nome de uma localidade na Colômbia Britânica, no Canadá    |
| Horowitz    | 32,04° S, 140,64° L | 65.7          | 2009                   | Norman Horowitz                                            |
| Houston     | 48,5° N, 135,9° L   | 1.6           | 1979                   | Houston, Texas, Estados Unidos                             |
| Hsuanch'eng | 47° N, 132,6° L     | 2.0           | 1979                   | Xuancheng, China                                           |
| Huancayo    | 3,7° S, 320,1° L    | 25.1          | 1976                   | Nome de uma localidade do Perú                             |
| Huggins     | 49,4° S, 155,6° L   | 90.0          | 1973                   | William Huggins                                            |
| Hussey      | 53,8° S, 233,3° L   | 99.0          | 1973                   | William Hussey                                             |
| Hutton      | 71,8° S, 104,6° L   | 99.0          | 1973                   | James Hutton                                               |
| Huxley      | 63° S, 100,8° L     | 107.0         | 1973                   | Thomas Henry Huxley                                        |
| Huygens     | 14,3° S, 55,4° L    | 470.0         | 1973                   | Christiaan Huygens                                         |

## I
| Cratera   | Coordenadas       | Diâmetro (km) | Data de aprovação      | Nomeado após                                                  |
| --------- | ----------------- | ------------- | ---------------------- | ------------------------------------------------------------- |
| Iazu      | 2,69° S, 354,8° L | 6.8           | 14 de setembro de 2006 | Nome de uma localidade da Romênia                             |
| Ibragimov | 25,7° S, 300,3° L | 86.0          | 1982                   | Nadir Baba Ogly Ibragimov                                     |
| Igal      | 20,3° S, 110,8° L | 8.6           | 1991                   | Nome de uma localidade da Hungria                             |
| Ikej      | 21,2° N, 112,4° L | 4.7           | 1988                   | Nome de uma localidade da Rússia                              |
| Imgr      | 19,4° N, 111,1° L | 3.0           | 1988                   | Nome de uma localidade da Rússia                              |
| Innsbruck | 6,5° S, 320° L    | 61.1          | 1976                   | Innsbruck, Áustria                                            |
| Ins       | 24,8° N, 108,8° L | 2.8           | 1988                   | Nome de uma localidade da Suíça                               |
| Inta      | 24,6° S, 334,8° L | 16.2          | 1976                   | Nome de uma localidade da Rússia                              |
| Inuvik    | 78,7° N, 331,4° L | 20.5          | 1988                   | Nome de uma localidade nos Territórios do Noroeste, no Canadá |
| Irbit     | 24,6° S, 335° L   | 13.3          | 1976                   | Nome de uma localidade da Rússia                              |
| Irharen   | 34,8° N, 140,8° L | 6.5           | 1991                   | Nome de uma localidade da Argélia                             |
| Isil      | 27,3° S, 87,8° L  | 82.0          | 1991                   | Nome de uma localidade da Espanha                             |
| Izendy    | 29,2° S, 258,5° L | 23.5          | 1991                   | Nome de uma localidade da Rússia                              |

## J
| Crater         | Coordenadas         | Diametro (km) | Approval date | Named after                   |
| -------------- | ------------------- | ------------- | ------------- | ----------------------------- |
| Jal            | 26,5° S, 331,2° L   | 5.0           | 1976          | USA (New Mexico) place name   |
| Jama           | 21,6° N, 306,7° L   | 2.9           | 1988          | Tunisia place name            |
| Jampur         | 39° N, 278,3° L     | 29.0          | 1991          | Pakistan place name           |
| Janssen        | 2,7° N, 37,5° L     | 158.0         | 1973          | Pierre Janssen                |
| Jarry-Desloges | 9,5° S, 83,7° L     | 92.0          | 1973          | René Jarry-Desloges           |
| Jeans          | 69,8° S, 154,1° L   | 80.2          | 1973          | James Hopwood Jeans           |
| Jen            | 40,2° N, 349,4° L   | 9.0           | 1976          | Nigeria place name            |
| Jezero         | 18,41° N, 77,62° L  | 49.0          | 2007-07-25    | Bosnia place name             |
| Jezža          | 48,8° S, 322° L     | 9.1           | 1976          | Russia place name             |
| Jijiga         | 25,4° N, 306° L     | 17.3          | 1976          | Ethiopia place name           |
| Jodrell        | 47,8° N, 132,2° L   | 3.0           | 1979          | Jodrell Bank, England, UK     |
| Johannesburg   | 48,2° N, 133,2° L   | 1.0           | 1979          | Johannesburg, South Africa    |
| Johnstown      | 9,8° S, 308,9° L    | 3.2           | 2006          | USA (Pennsylvania) place name |
| Jojutla        | 81,63° N, 190,35° L | 19.0          | 2006          | Mexico place name             |
| Joly           | 74,7° S, 317,3° L   | 79.9          | 1973          | John Joly                     |
| Jones          | 19,1° S, 340,1° L   | 94.0          | 1973          | Harold Spencer Jones          |
| Jörn           | 27,18° S, 76,33° L  | 20.7          | 2006          | Sweden place name             |
| Jumla          | 21,3° S, 86,4° L    | 45.0          | 2006          | Nepal place name              |

## K
| Crater        | Coordenadas         | Diametro (km) | Approval date | Named after                              |
| ------------- | ------------------- | ------------- | ------------- | ---------------------------------------- |
| Kachug        | 18,4° N, 107,5° L   | 4.7           | 1988          | Russia place name                        |
| Kagoshima     | 47,6° N, 135,6° L   | 1.5           | 1979          | Kagoshima, Japan                         |
| Kagul         | 24° S, 340,9° L     | 8.5           | 1976          | Moldova place name                       |
| Ka-id         | 4,5° S, 315,2° L    | 8.5           | 1976          | Iraq place name                          |
| Kaiser        | 46,6° S, 19,1° L    | 207.0         | 1973          | Frederik Kaiser                          |
| Kaj           | 27,3° S, 330,6° L   | 1.8           | 1976          | Russia place name                        |
| Kakori        | 41,8° S, 330,1° L   | 29.7          | 1976          | India place name                         |
| Kaliningrad   | 48,8° N, 134,9° L   | 1.2           | 1979          | Kaliningrad, Russia                      |
| Kalocsa       | 6,9° N, 353° L      | 35.2          | 2008          | Hungary place name                       |
| Kamativi      | 20,7° S, 99,9° L    | 59.0          | 1991          | Zimbabwe place name                      |
| Kamloops      | 53,8° S, 327,4° L   | 65.0          | 1991          | Canada (British Columbia) place name     |
| Kamnik        | 37,22° S, 198,09° L | 10.2          | 2009          | Slovenia place name                      |
| Kampot        | 42,1° S, 314,3° L   | 13.0          | 1976          | Cambodia place name                      |
| Kanab         | 27,5° S, 341° L     | 15.0          | 1976          | USA (Utah) place name                    |
| Kandi         | 32,73° S, 122° L    | 8.5           | 2009          | Benin place name                         |
| Kansk         | 20,8° S, 342,7° L   | 34.3          | 1976          | Russia place name                        |
| Kantang       | 24,7° S, 342,4° L   | 54.8          | 1976          | Thailand place name                      |
| Karpinsk      | 45,9° S, 327,8° L   | 29.8          | 1976          | Russia place name                        |
| Karshi        | 23,5° S, 340,6° L   | 22.3          | 1976          | Uzbekistan place name                    |
| Kartabo       | 41,2° S, 307,5° L   | 20.0          | 1976          | Guyana place name                        |
| Karzok        | 18,36° N, 228,1° L  | 15.6          | 2006          | Kashmir place name                       |
| Kasabi        | 28,1° S, 89° L      | 43.0          | 1991          | Zambia place name                        |
| Kashira       | 27,3° S, 341,6° L   | 68.5          | 1976          | Russia place name                        |
| Kasimov       | 24,9° S, 337° L     | 91.3          | 1976          | Russia place name                        |
| Kasra         | 22,2° N, 103,6° L   | 3.6           | 1988          | Tunisia place name                       |
| Katoomba      | 79,11° S, 127,67° L | 53.0          | 2006          | Australia (New South Wales) place name   |
| Kaup          | 22,9° N, 326,8° L   | 3.3           | 1976          | Papua New Guinea place name              |
| Kaw           | 16,6° N, 104,2° L   | 11.2          | 1976          | French Guiana place name                 |
| Kayne         | 15,7° S, 173,4° L   | 34.9          | 1997          | Botswana place name                      |
| Keeler        | 61° S, 208,7° L     | 95.0          | 1973          | James Edward Keeler                      |
| Kem           | 45,3° S, 327° L     | 3.3           | 1976          | Russia place name                        |
| Kepler        | 47,1° S, 140,9° L   | 233.0         | 1973          | Johannes Kepler                          |
| Keul'         | 46,3° N, 122,1° L   | 5.9           | 1979          | Russia place name                        |
| Khanpur       | 21° N, 101,9° L     | 2.5           | 1988          | Pakistan place name                      |
| Kholm         | 7,3° S, 317,9° L    | 11.6          | 1976          | Russia place name                        |
| Khurli        | 21,1° S, 112,9° L   | 8.9           | 1991          | Pakistan place name                      |
| Kibuye        | 29,13° S, 181,71° L | 7.4           | 2010          | Rwanda place name                        |
| Kifri-        | 46° S, 305,6° L     | 15.0          | 1976          | Iraq place name                          |
| Kimry         | 20,4° S, 343,6° L   | 21.6          | 1976          | Russia place name                        |
| Kin           | 20,4° N, 326,5° L   | 8.3           | 1976          | Japan place name                         |
| Kinda         | 26° S, 254,8° L     | 14.0          | 1991          | Dem. Rep Congo place name                |
| Kingston      | 22,3° N, 312,9° L   | 0.7           | 1979          | Kingston, Jamaica                        |
| Kinkora       | 25,2° S, 112,8° L   | 54.3          | 1991          | Canada (Prince Edward Island) place name |
| Kipini        | 26,1° N, 328,4° L   | 73.6          | 1976          | Kenya place name                         |
| Kirs          | 26,6° S, 340,5° L   | 3.0           | 1976          | Russia place name                        |
| Kirsanov      | 22,4° S, 334,8° L   | 15.5          | 1976          | Russia place name                        |
| Kisambo       | 34,4° N, 271° L     | 15.8          | 1991          | Dem. Rep. Congo place name               |
| Kita          | 23° S, 342,8° L     | 10.2          | 1976          | Mali place name                          |
| Knobel        | 6,7° S, 133,2° L    | 128.6         | 1973          | Edward Knobel                            |
| Koga          | 29,3° S, 256,2° L   | 19.3          | 1991          | Tanzania place name                      |
| Kok           | 15,8° N, 331,9° L   | 6.3           | 1976          | Malaysia place name                      |
| Kong          | 5,4° S, 321,3° L    | 11.8          | 1976          | Côte d'Ivoire place name                 |
| Kontum        | 32,06° S, 292,87° L | 22.1          | 2006          | Vietnam place name                       |
| Korolev       | 73° N, 164,5° L     | 84.2          | 1973          | Sergei Korolev                           |
| Korph         | 19,6° N, 105,4° L   | 7.5           | 1988 14       | Russia place name                        |
| Kourou        | 47,1° N, 132,7° L   | 2.0           | 1979          | Kourou, French Guiana                    |
| Koval'sky     | 30,2° S, 218,5° L   | 309.0         | 1985          | Marian Albertovich Kowalski              |
| Koy           | 21,7° N, 309,5° L   | 7.1           | 1988          | Russia place name                        |
| Krasnoye      | 36,1° N, 143,8° L   | 6.5           | 1991          | Russia place name                        |
| Kribi         | 43,3° S, 316,4° L   | 13.7          | 1976          | Cameroon place name                      |
| Krishtofovich | 48,5° S, 97,2° L    | 112.0         | 1982          | Afrikan Nikolaevich Krishtofovich        |
| Kuba          | 25,6° S, 340,3° L   | 26.8          | 1976          | Azerbaijan place name                    |
| Kufra         | 40,7° N, 120,3° L   | 37.5          | 1979          | Libya place name                         |
| Kuiper        | 57,4° S, 202,7° L   | 87.0          | 1976          | Gerard Peter Kuiper                      |
| Kular         | 16,6° N, 108,1° L   | 8.1           | 1988          | Russia place name                        |
| Kumak         | 35,8° S, 291,8° L   | 15.0          | 1979          | Russia place name                        |
| Kumara        | 43,3° N, 128,5° L   | 12.0          | 1979          | New Zealand place name                   |
| Kunes         | 25,5° S, 107,8° L   | 15.1          | 1991          | Norway place name                        |
| Kunowsky      | 57,1° N, 350,3° L   | 67.4          | 1973          | George K. Kunowsky                       |
| Kushva        | 44,3° S, 324,4° L   | 38.3          | 1976          | Russia place name                        |

## L
| Crater     | Coordenadas         | Diametro (km) | Approval date | Named after                   |
| ---------- | ------------------- | ------------- | ------------- | ----------------------------- |
| La Paz     | 21,3° N, 310,9° L   | 0.6           | 1979          | La Paz, Mexico                |
| Labria     | 35,3° S, 311,9° L   | 54.0          | 1979          | Brazil place name             |
| Lachute    | 4,3° S, 320,2° L    | 16.1          | 1976          | Canada (Quebec) place name    |
| Laf        | 48,3° N, 354° L     | 3.2           | 1976          | Cameroon place name           |
| Lagarto    | 50,2° N, 351,6° L   | 19.5          | 1976          | Brazil place name             |
| Lamas      | 27,3° S, 339,3° L   | 23.2          | 1976          | Peru place name               |
| Lambert    | 20,2° S, 25,3° L    | 92.0          | 1973          | Johann Heinrich Lambert       |
| Lamont     | 58,6° S, 246,4° L   | 76.0          | 1973          | Johann von Lamont             |
| Lampland   | 35,9° S, 280,4° L   | 79.0          | 1973          | Carl Otto Lampland            |
| Land       | 48,6° N, 351,2° L   | 5.4           | 1976          | USA (Alabama) place name      |
| Lapri      | 20,5° N, 107,4° L   | 3.1           | 1988          | Russia place name             |
| Lar        | 26,1° S, 330,9° L   | 7.0           | 1979          | Iran place name               |
| Lassell    | 20,9° S, 297,5° L   | 92.0          | 1973          | William Lassell               |
| Lasswitz   | 9,4° S, 138,2° L    | 111.0         | 1976          | Kurd Lasswitz                 |
| Lau        | 74,4° S, 252,2° L   | 104.9         | 1973          | Hans E. Lau                   |
| Laylá      | 61,35° S, 107° L    | 20.8          | 2007-04-16    | Saudi Arabia place name       |
| Le Verrier | 38° S, 17,1° L      | 140.0         | 1973          | Urbain Le Verrier             |
| Lebu       | 20,5° S, 340,5° L   | 20.0          | 1976          | Chile place name              |
| Lederberg  | 13,06° N, 314,1° L  | 87.0          | 2012          | Joshua Lederberg              |
| Leighton   | 3,06° N, 57,68° L   | 69.0          | 2009          | Robert B. Leighton            |
| Leleque    | 36,8° N, 138,1° L   | 8.4           | 1991          | Argentina place name          |
| Lemgo      | 42,8° S, 325,2° L   | 16.6          | 1976          | Germany place name            |
| Lenya      | 27° S, 253,1° L     | 15.5          | 1991          | Burma place name              |
| Leuk       | 24,1° N, 304,9° L   | 3.6           | 1988          | Switzerland place name        |
| Lexington  | 22° N, 311,3° L     | 5.0           | 1979          | Lexington, Massachusetts, USA |
| Li Fan     | 47,2° S, 206,8° L   | 104.8         | 1973          | Li Fan                        |
| Liais      | 75,4° S, 107,2° L   | 132.0         | 1973          | Emmanuel Liais                |
| Libertad   | 23,3° N, 330,5° L   | 31.0          | 1976          | Venezuela place name          |
| Linpu      | 18,4° N, 113,1° L   | 18.5          | 1976          | China place name              |
| Lins       | 15,9° N, 330,1° L   | 6.2           | 1976          | Brazil place name             |
| Lipany     | 0,22° S, 79,67° L   | 50.1          | 2011          | Slovakia place name           |
| Lipik      | 38,42° S, 111,57° L | 56.0          | 2009          | Croatia place name            |
| Lisboa     | 21,5° N, 312,3° L   | 0.7           | 1979          | Lisbon, Portugal              |
| Lismore    | 27,05° N, 318,28° L | 9.0           | 2006          | Ireland place name            |
| Littleton  | 15,9° N, 107,1° L   | 7.2           | 1988          | USA (Maine) place name        |
| Liu Hsin   | 53,6° S, 188,4° L   | 137.0         | 1973          | Liu Xin                       |
| Livny      | 27,4° S, 330,8° L   | 9.2           | 1976          | Russia place name             |
| Llanesco   | 28,5° S, 258,8° L   | 27.0          | 1991          | Spain place name              |
| Locana     | 3,5° S, 321,8° L    | 6.6           | 1976          | Italy place name              |
| Lockyer    | 28° N, 160,5° L     | 71.0          | 1973          | Norman Lockyer                |
| Lod        | 21,2° N, 328,4° L   | 7.5           | 1976          | Israel place name             |
| Lodwar     | 55,4° S, 316,7° L   | 16.0          | 1991          | Kenya place name              |
| Lohse      | 43,7° S, 343,2° L   | 155.5         | 1973          | Oswald Lohse                  |
| Loja       | 41,5° N, 136,1° L   | 10.4          | 1979          | Ecuador place name            |
| Lomela     | 81,8° S, 303,9° L   | 11.2          | 1991          | Dem. Rep. Congo place name    |
| Lomonosov  | 65,2° N, 350,8° L   | 153.0         | 1973          | Mikhail Lomonosov             |
| Lonar      | 73,21° N, 38,27° L  | 11.3          | 2007          | India place name              |
| Longa      | 20,9° S, 334° L     | 10.4          | 1976          | Angola place name             |
| Loon       | 19° S, 113,4° L     | 7.6           | 1991          | Canada (Ontario) place name   |
| Lorica     | 20° S, 331,6° L     | 67.6          | 1976          | Colombia place name           |
| Los        | 35,4° S, 283,7° L   | 7.9           | 1979          | Sweden place name             |
| Lota       | 46,7° N, 348,1° L   | 15.4          | 1976          | Chile place name              |
| Loto       | 22,1° S, 337,5° L   | 22.4          | 1976          | Dem. Rep. Congo place name    |
| Louth      | 70,41° N, 103,12° L | 37.75         | 2007-02-07    | Ireland place name            |
| Lowbury    | 42,7° N, 266,9° L   | 17.9          | 1991          | New Zealand place name        |
| Lowell     | 52,3° S, 278,6° L   | 203.0         | 1973          | Percival Lowell               |
| Luck       | 17,4° N, 323° L     | 7.7           | 1976          | USA (Wisconsin) place name    |
| Luga       | 44,6° S, 312,5° L   | 45.0          | 1976          | Russia place name             |
| Łuki       | 29,8° S, 322,6° L   | 21.2          | 1979          | Ukraine place name            |
| Luqa       | 18,22° S, 131,73° L | 16.5          | 2010          | Malta place name              |
| Lutsk      | 39° N, 356,8° L     | 5.0           | 1976          | Ukraine place name            |
| Luzin      | 27,3° N, 31,2° L    | 97.0          | 1976          | Nikolai Luzin                 |
| Lydda      | 24,7° N, 328° L     | 36.5          | 1997          | Israel place name             |
| Lyell      | 70,1° S, 344,4° L   | 131.0         | 1973          | Charles Lyell                 |
| Lyot       | 50,8° N, 29,3° L    | 236.0         | 1973          | Bernard Lyot                  |

## M
| Cratera    | Coordenadas                  | Diâmetro (km) | Data de aprov. | Etimologia                                                       |
| ---------- | ---------------------------- | ------------- | -------------- | ---------------------------------------------------------------- |
| Mädler     | 10,8° S, 2,7° L              | 125.0         | 1973           | Johann Heinrich von Mädler                                       |
| Madrid     | 48,8° N, 135,4° L            | 3.5           | 1979           | Madrid                                                           |
| Mafra      | 44,4° S, 306,8° L            | 13.0          | 1976           | Nome de localidade no Brasil                                     |
| Magadi     | 34,9° S, 313,8° L            | 53.0          | 1979           | Nome de localidade no Quénia                                     |
| Magalhães  | 32,7° S, 185,2° L            | 105.0         | 1976           | Fernão de Magalhães                                              |
| Maggini    | 28° N, 9,4° L                | 143.0         | 1973           | Mentore Maggini                                                  |
| Mago       | 16,1° N, 105,3° L            | 2.8           | 1988           | Nome de localidade na Rússia                                     |
| Maidstone  | 41,9° S, 305,7° L            | 10.0          | 1976           | Maidstone                                                        |
| Main       | 76,6° S, 49,1° L             | 109.0         | 1973           | Rev. Robert Main                                                 |
| Makhambet  | 28,42° N, 319,45° L          | 16.0          | 2006           | Nome de localidade no Cazaquistão                                |
| Manah      | 4,7° S, 326,3° L             | 11.2          | 1976           | Nome de localidade em Omã                                        |
| Mandora    | 12,3° N, 306,3° L            | 59.4          | 1988           | Nome de localidade na Austrália                                  |
| Manti      | 3,6° S, 322,3° L             | 16.2          | 1976           | Nome de localidade no Utah, EUA                                  |
| Manzi      | 22,4° S, 332,5° L            | 7.2           | 1976           | Nome de localidade em Mianmar                                    |
| Maraldi    | 62,2° S, 328° L              | 124.0         | 1973           | Giacomo F. Maraldi                                               |
| Marbach    | 17,8° N, 111° L              | 25.8          | 1976           | Nome de localidade na Suíça                                      |
| Marca      | 10,1° S, 201,7° L            | 81.0          | 1985           | Nome de localidade no Peru                                       |
| Mari       | 52,4° S, 314,1° L            | 41.6          | 1991           | Nome de localidade na Síria                                      |
| Maricourt  | 53,32° N, 288,7° L           | 9.9           | 2007           | Nome de localidade no Quebec, Canadá                             |
| Mariner    | 35,1° S, 195,5° L            | 170.0         | 1967           | Mariner 4                                                        |
| Marth      | 13° N, 356,5° L              | 98.4          | 1973           | Albert Marth                                                     |
| Martin     | 21,41° S, 290,67° L          | 61.4          | 2006           | James Martin                                                     |
| Martz      | 35,3° S, 144,1° L            | 97.0          | 1973           | Edwin P. Martz                                                   |
| Masursky   | 12,1° N, 327,6° L            | 117.9         | 1997           | Harold Masursky                                                  |
| Matara     | 49,62° S, 34,52° L           | 49.4          | 2009           | Nome de localidade no Sri Lanka                                  |
| Maunder    | 50° S, 1,5° L                | 107.5         | 1973           | Edward Walter Maunder                                            |
| Mazamba    | 27,56° S, 290,25° L          | 53.5          | 2006           | Nome de localidade em Moçambique                                 |
| McLaughlin | 22,1° N, 337,5° L            | 96.2          | 1973           | Dean B. McLaughlin                                               |
| McMurdo    | 84,4° S, 0,89999999999998° L | 30.3          | 2000           | Estação McMurdo Station, Antártida                               |
| Medrissa   | 18,8° N, 303,3° L            | 21.2          | 1988           | Nome de localidade na Argélia                                    |
| Mega       | 1,5° S, 323° L               | 18.0          | 1976           | Nome de localidade na Etiópia                                    |
| Meget      | 19,1° N, 107,2° L            | 4.6           | 1988           | Nome de localidade na Rússia                                     |
| Mellish    | 72,8° S, 336° L              | 101.7         | 1994           | John E. Mellish                                                  |
| Mellit     | 7,11° N, 358,2° L            | 23.7          | 2008           | Nome de localidade no Sudão                                      |
| Mena       | 32,4° S, 341,2° L            | 32.5          | 1979           | Nome de localidade na Rússia                                     |
| Mendel     | 59,1° S, 161° L              | 78.6          | 1973           | Gregor Mendel                                                    |
| Mendota    | 36,1° N, 138,3° L            | 8.9           | 1991           | Nome de localidade em Illinois, EUA                              |
| Mie        | 48,5° N, 139,6° L            | 104.0         | 1973           | Gustav Mie                                                       |
| Mila       | 27,4° S, 339,2° L            | 10.6          | 1976           | Nome de localidade na Argélia                                    |
| Milankovic | 54,7° N, 213,3° L            | 118.4         | 1973           | Milutin Milanković                                               |
| Milford    | 52,8° S, 318,5° L            | 27.3          | 1991           | USA (Utah) place name                                            |
| Millman    | 54,3° S, 210,2° L            | 75.0          | 1994           | Peter Millman                                                    |
| Millochau  | 21,4° S, 85° L               | 115.0         | 1973           | Gaston Millochau                                                 |
| Milna      | 23,46° S, 347,69° L          | 27            | 2010           | Nome de localidade na Croácia                                    |
| Mirtos     | 22,3° N, 308,2° L            | 5.8           | 1988           | Greece place name                                                |
| Mistretta  | 24,9° S, 250,8° L            | 14.8          | 1991           | Italy place name                                                 |
| Mitchel    | 67,7° S, 76,1° L             | 138.4         | 1973           | Ormsby M. Mitchel                                                |
| Miyamoto   | 2,88° S, 353° L              | 160.0         | 2007           | Shotaro Miyamoto                                                 |
| Mliba      | 39,9° S, 87,9° L             | 13.5          | 1991           | Swaziland place name                                             |
| Mohawk     | 43,2° N, 354,6° L            | 17.5          | 1976           | USA (New York) place name                                        |
| Mojave     | 7,5° N, 326,9° L             | 58.5          | 2006           | USA (California) place name                                      |
| Molesworth | 27,7° S, 149,1° L            | 181.0         | 1973           | Percy B. Molesworth                                              |
| Montevallo | 15,4° N, 305,6° L            | 51.9          | 1988           | USA (Alabama) place name                                         |
| Morella    | 9,7° S, 308,5° L             | 78.9          | 2006           | Spain place name                                                 |
| Moreux     | 42,1° N, 44,4° L             | 138.0         | 1973           | Théophile Moreux                                                 |
| Moroz      | 23,7° S, 339,44° L           | 123.0         | 2007-08-20     | Vasily Ivanovich Moroz; Russian planetary scientist (1931–2004). |
| Moss       | 19,5° N, 109,4° L            | 9.1           | 1976           | Norway place name                                                |
| Müller     | 26° S, 127,7° L              | 129.0         | 1973           | Hermann J. Müller and Carl H. Müller                             |
| Murgoo     | 23,9° S, 337,5° L            | 24.5          | 1976           | Western Australia place name                                     |
| Mut        | 22,6° N, 324,2° L            | 6.6           | 1976           | Sudan place name                                                 |
| Mutch      | 0,6° N, 304,7° L             | 211.0         | 1985           | Thomas A. Mutch                                                  |

## N
| Crater       | Coordenadas         | Diametro (km) | Approval date | Named after                               |
| ------------ | ------------------- | ------------- | ------------- | ----------------------------------------- |
| Naar         | 23,1° N, 317,8° L   | 11.4          | 1976          | Egypt place name                          |
| Naic         | 24,7° N, 107,4° L   | 8.3           | 1976          | Philippines place name                    |
| Nain         | 41,8° N, 126,8° L   | 6.8           | 1979          | Canada (Newfoundland) place name          |
| Naju         | 45,3° N, 122,8° L   | 8.1           | 1979          | South Korea place name                    |
| Nakusp       | 24,72° N, 324,48° L | 7.5           | 2006          | Canada (British Columbia) place name      |
| Nan          | 26,9° S, 340° L     | 1.9           | 1976          | Thailand place name                       |
| Nansen       | 50,3° S, 219,4° L   | 81.0          | 1967          | Fridtjof Nansen                           |
| Nardo        | 27,8° S, 327,1° L   | 26.6          | 1976          | Italy place name                          |
| Naruko       | 36,25° S, 198,19° L | 4.4           |               | Naruko, Miyagi                            |
| Naryn        | 14,89° N, 123,21° L | 3.7           | 2008          | Kyrgyzstan place name                     |
| Naukan       | 21,5° N, 329,3° L   | 8.4           | 1976          | Russia place name                         |
| Navan        | 26,1° S, 336,4° L   | 26.5          | 1976          | Ireland place name                        |
| Nazca        | 31,9° S, 93,6° L    | 15.5          | 1991          | Peru place name                           |
| Negele       | 36,1° S, 95,9° L    | 37.8          | 1991          | Ethiopia place name                       |
| Neive        | 23,4° N, 107° L     | 2.9           | 1988          | Italy place name                          |
| Nema         | 20,9° N, 307,8° L   | 15.8          | 1976          | Russia place name                         |
| Nepa         | 25,2° S, 340,3° L   | 15.5          | 1976          | Russia place name                         |
| Nereus       | 2,1° S, 354,5° L    | ~0.01         |               | Nereus, a Greek god (probably of the sea) |
| Never        | 23,7° N, 105,7° L   | 2.9           | 1988          | Russia place name                         |
| New Bern     | 21,8° N, 310,8° L   | 0.9           | 1979          | New Bern, North Carolina, USA             |
| New Haven    | 22,3° N, 310,7° L   | 1.0           | 1979          | New Haven, Connecticut, USA               |
| New Plymouth | 15,9° S, 175,8° L   | 33.3          | 2003          | USA (Idaho) place name                    |
| Newcomb      | 24,4° S, 1° L       | 252.0         | 1973          | Simon Newcomb                             |
| Newport      | 22,5° N, 311° L     | 1.8           | 1979          | Newport (Rhode Island), USA               |
| Newton       | 40,8° S, 201,9° L   | 298.0         | 1973          | Isaac Newton                              |
| Nhill        | 29° S, 256,6° L     | 22.0          | 1991          | Australia (Victoria) place name           |
| Nicholson    | 0,2° N, 195,4° L    | 102.5         | 1973          | Seth Barnes Nicholson                     |
| Nier         | 43,1° N, 106° L     | 47.0          | 1997          | Alfred O. C. Nier                         |
| Niesten      | 28,3° S, 57,7° L    | 115.0         | 1973          | Louis Niesten                             |
| Nif          | 20,1° N, 303,7° L   | 8.7           | 1976          | Micronesia place name                     |
| Nipigon      | 34° N, 278,1° L     | 9.3           | 1991          | Canada (Ontario) place name               |
| Niquero      | 38,8° S, 193,91° L  | 10.78         | 2008          | Cuba place name                           |
| Nitro        | 21,5° S, 336° L     | 28.7          | 1976          | USA (West Virginia) place name            |
| Njesko       | 35,5° S, 85° L      | 28.0          | 1991          | Slovakia place name                       |
| Noma         | 25,7° S, 335,6° L   | 42.1          | 1976          | Namibia place name                        |
| Noord        | 19,49° S, 348,74° L | 7.8           | 2011          | Aruba place name                          |
| Nordenskiöld | 52,7° S, 201,1° L   | 89.0          | 1982          | Adolf Erik Nordenskiöld                   |
| Northport    | 18,7° N, 305,4° L   | 19.5          | 1988          | USA (Alabama) place name                  |
| Novara       | 25,1° S, 349,3° L   | 86.9          | 1997          | Italy place name                          |
| Nune         | 17,7° N, 321,2° L   | 8.6           | 1976          | Mozambique place name                     |
| Nutak        | 17,6° N, 329,7° L   | 11.2          | 1976          | Canada (Newfoundland) place name          |